# Il Castoro Cinema
Il Castoro Cinema è una collana editoriale di monografie su registi cinematografici, firmate dai più importanti esperti italiani, fondata nel 1974 da Fernaldo Di Giammatteo, che la diresse sino al 2002.
Pubblicata inizialmente da La Nuova Italia, dopo un anno d'interruzione fu acquistata nel 1993 dall'Editrice Il Castoro, che la rilanciò. All'inizio usciva come testata periodica, prima mensile poi bimestrale; successivamente è cominciato l'aggiornamento assiduo dei volumi già stampati, con la pubblicazione saltuaria di nuove monografie.
Nel 1995 il quotidiano L'Unità ristampò una quarantina dei 170 titoli usciti fino ad allora nella collana, da abbinare come supplemento settimanale al giornale, una « edizione fuori commercio riservata ai lettori e abbonati dell'Unità.». Vengono citati in questo elenco solo quando sono aggiornati rispetto alle precedenti edizioni e non sono quindi semplici ristampe.
| num.    | Prima edizione | Autore                                   | Regista                             | Edizioni accresciute/aggiornate                           | ISBN ultima edizione |
| ------- | -------------- | ---------------------------------------- | ----------------------------------- | --------------------------------------------------------- | -------------------- |
| 1       | 1974           | Giorgio Tinazzi                          | Michelangelo Antonioni              | 2002, 2013                                                | ISBN 9788880337690   |
| 2       | 1974           | Alberto Farassino                        | Jean-Luc Godard                     | vedi n. 176                                               |                      |
| 3       | 1974           | Franco Pecori                            | Federico Fellini                    | vedi n. 165                                               |                      |
| 4       | 1974           | Gianni Rondolino                         | Roberto Rossellini                  | 1977                                                      |                      |
| 5       | 1974           | Fabio Carlini                            | Alfred Hitchcock                    | vedi n. 178                                               |                      |
| 6       | 1974           | Aldo Grasso                              | Sergej M. Ejzenštejn                | 2007                                                      | ISBN 9788880334002   |
| 7-8     | 1974           | Sandro Petraglia                         | Pier Paolo Pasolini                 | vedi n. 166                                               |                      |
| 9       | 1974           | Franco Ferrini                           | John Ford                           |                                                           |                      |
| 10      | 1974           | Giovanni Buttafava                       | Miklós Jancsó                       |                                                           |                      |
| 11      | 1974           | Maurizio Grande                          | Marco Ferreri                       | 1980; vedi n. 215                                         |                      |
| 12      | 1974           | Tino Ranieri                             | Ingmar Bergman                      | vedi n. 156                                               |                      |
| 13      | 1975           | Cinzia Bellumori                         | Glauber Rocha                       |                                                           |                      |
| 14      | 1975           | Carlo Felice Venegoni                    | Jean Renoir                         |                                                           |                      |
| 15      | 1975           | Stefano Rulli                            | Roman Polański                      | 1995 (con Flavio De Bernardinis per l'Unità); vedi n. 211 |                      |
| 16      | 1975           | Pietro Montani                           | Dziga Vertov                        |                                                           |                      |
| 17      | 1975           | Angelo Solmi                             | Kon Ichikawa                        |                                                           |                      |
| 18      | 1975           | Rino Mele                                | Ken Russell                         |                                                           |                      |
| 19-20   | 1975           | Antonio Napolitano                       | Robert J. Flaherty                  |                                                           |                      |
| 21      | 1975           | Ciriaco Tiso                             | Liliana Cavani                      |                                                           |                      |
| 22      | 1975           | Valerio Caprara                          | Sam Peckinpah                       | 1997                                                      | ISBN 9788880330806   |
| 23      | 1975           | Vittorio Giacci                          | Peter Bogdanovich                   | 2002                                                      | ISBN 9788880332282   |
| 24      | 1975           | Francesco Casetti                        | Bernardo Bertolucci                 | vedi n. 174                                               |                      |
| 25      | 1976           | Adelio Ferrero                           | Robert Bresson                      | 2004 (con Nuccio Lodato)                                  | ISBN 9788880332787   |
| 26      | 1976           | Giannalberto Bendazzi                    | Woody Allen                         | vedi n. 148                                               |                      |
| 27      | 1976           | Alberto Barbera                          | François Truffaut                   | 1995 (con Umberto Mosca), 2007 (con U. Mosca)             | ISBN 9788880330325   |
| 28      | 1976           | Giorgio Cremonini                        | Buster Keaton                       | 1995                                                      | ISBN 9788880330523   |
| 29      | 1976           | Paolo Bertetto                           | Alain Resnais                       | 1981                                                      |                      |
| 30      | 1976           | Alessandro Cappabianca                   | Billy Wilder                        | 1984, 1995                                                | ISBN 9788880330349   |
| 31-32   | 1976           | Sandro Zambetti                          | Francesco Rosi                      | 1998 (con Anton Giulio Mancino)                           | ISBN 9788880330585   |
| 33      | 1976           | Giovanni Buttafava                       | Josef von Sternberg                 |                                                           |                      |
| 34      | 1976           | Angelo Moscariello                       | Claude Chabrol                      |                                                           |                      |
| 35      | 1976           | Giuseppe Turroni                         | Roger Corman                        |                                                           |                      |
| 36      | 1976           | Pier Giorgio Tone                        | Friedrich Wilhelm Murnau            |                                                           |                      |
| 37      | 1977           | Bruno De Marchi                          | István Szabó                        |                                                           |                      |
| 38      | 1977           | Enrico Ghezzi                            | Stanley Kubrick                     | 1983, 1995 (con Fernaldo Di Giammatteo), 2007             | ISBN 9788880334170   |
| 39      | 1977           | Enrico Magrelli                          | Robert Altman                       | 1990, 1995 (di Flavio De Bernardinis)                     | ISBN 9788880330400   |
| 40      | 1977           | Alfredo Rossi                            | Elia Kazan                          |                                                           |                      |
| 41      | 1977           | Guido Fink                               | Ernst Lubitsch                      | 2008                                                      | ISBN 9788880334514   |
| 42      | 1977           | Gualtiero De Santi                       | Louis Malle                         |                                                           |                      |
| 43-44   | 1977           | Roberto Campari                          | Vincente Minnelli                   |                                                           |                      |
| 45      | 1977           | Nuccio Lodato                            | Howard Hawks                        | 2003                                                      | ISBN 9788880332503   |
| 46      | 1977           | Ermanno Comuzio                          | George Cukor                        |                                                           |                      |
| 47      | 1977           | Giorgio Cremonini                        | Charlie Chaplin                     | 1995, 2004                                                | ISBN 9788880330332   |
| 48      | 1977           | Achille Frezzato                         | Andrej Tarkovskij                   | vedi n. 181                                               |                      |
| 49      | 1978           | Sandro Bernardi                          | Marco Bellocchio                    | 1998                                                      | ISBN 9788880331209   |
| 50      | 1978           | Sergio Arecco                            | Theo Angelopoulos                   |                                                           |                      |
| 51      | 1978           | Roberto Nepoti                           | Alain Robbe-Grillet                 |                                                           |                      |
| 52      | 1978           | Franco La Polla                          | Sydney Pollack                      |                                                           |                      |
| 53      | 1978           | Pier Giorgio Tone                        | Carl Theodor Dreyer                 |                                                           |                      |
| 54      | 1978           | Oreste De Fornari                        | Walt Disney                         | 1995                                                      | ISBN 9788880330356   |
| 55-56   | 1978           | Michele Mancini                          | Max Ophüls                          |                                                           |                      |
| 57      | 1978           | Marco Giusti                             | Stan Laurel e Oliver Hardy          | 1997                                                      | ISBN 9788880330875   |
| 58      | 1978           | Roberto Nepoti                           | Jacques Tati                        |                                                           |                      |
| 59      | 1978           | Alberto Cattini                          | Luis Buñuel                         | 1996, 2006                                                | ISBN 9788880333647   |
| 60      | 1978           | Massimo Ghirelli                         | Gillo Pontecorvo                    |                                                           |                      |
| 61      | 1979           | Sergio Arecco                            | Nagisa Ōshima                       |                                                           |                      |
| 62      | 1979           | Pierluigi Ronchetti                      | Claude Lelouch                      |                                                           |                      |
| 63      | 1979           | Alessandro Cappabianca                   | Erich von Stroheim                  |                                                           |                      |
| 64      | 1979           | Maurizio Grande                          | Jean Vigo                           | 2007                                                      | ISBN 9788880332916   |
| 65      | 1979           | Fulvio Accialini e Lucia Coluccelli      | Paolo e Vittorio Taviani            |                                                           |                      |
| 66      | 1979           | Silvano Cavatorta e Daniele Maggioni     | Joris Ivens                         |                                                           |                      |
| 67-68   | 1979           | Alfredo Rossi                            | Elio Petri                          |                                                           |                      |
| 69      | 1979           | Giovanna Grignaffini                     | René Clair                          |                                                           |                      |
| 70      | 1979           | Roberto Nepoti                           | Marcel Carné                        |                                                           |                      |
| 71      | 1979           | Roberto Vaccino                          | Blake Edwards                       |                                                           |                      |
| 72      | 1979           | Giorgio Cremonini                        | Jerry Lewis                         |                                                           |                      |
| 73      | 1980           | Franco Pecori                            | Vittorio De Sica                    | vedi n. 213                                               |                      |
| 74      | 1980           | Morando Morandini                        | John Huston                         | 1996                                                      | ISBN 9788880330479   |
| 75      | 1980           | Paolo D'Agostini                         | Krzysztof Zanussi                   |                                                           |                      |
| 76      | 1980           | Valerio Caprara                          | Walerian Borowczyk                  |                                                           |                      |
| 77      | 1980           | Marco Giusti                             | Mel Brooks                          |                                                           |                      |
| 78      | 1980           | Alberto Cattini                          | Volker Schlöndorff                  |                                                           |                      |
| 79-80   | 1980           | Andrea Martini                           | Fratelli Marx                       | 1995                                                      | ISBN 9788880330486   |
| 81      | 1980           | Vito Zagarrio                            | Francis Ford Coppola                |                                                           |                      |
| 82      | 1980           | Sergio Arecco                            | John Cassavetes                     | 2009                                                      | ISBN 9788880335047   |
| 83      | 1980           | Claudio M. Valentinetti                  | Orson Welles                        | 1993                                                      | ISBN 9788880330011   |
| 84      | 1980           | Sergio Grmek Germani                     | Mario Camerini                      |                                                           |                      |
| 85      | 1981           | Fabrizio Grosoli                         | Werner Herzog                       | 1994, 2016 (con Elfi Reiter)                              | ISBN 9788880330080   |
| 86      | 1981           | Paolo Vecchi                             | Miloš Forman                        |                                                           |                      |
| 87      | 1981           | Giorgio Cremonini e Gualtiero De Marinis | Joseph Losey                        |                                                           |                      |
| 88      | 1981           | Gian Carlo Bertolina                     | Martin Scorsese                     | 1995 (l'Unità); vedi n. 200                               |                      |
| 89      | 1981           | Giuliano Giuricin                        | András Kovács                       |                                                           |                      |
| 90      | 1981           | Aldo Tassone                             | Akira Kurosawa                      | 1991, 2008                                                | ISBN 9788880334613   |
| 91-92   | 1981           | Claudio Camerini                         | Alberto Lattuada                    |                                                           |                      |
| 93      | 1981           | Sauro Borelli                            | Nikita Mikhalkov                    |                                                           |                      |
| 94      | 1981           | Roberto Nepoti                           | Brian De Palma                      | 1995, poi Emanuela Martini nel 2017                       | ISBN 9788880330547   |
| 95      | 1981           | Ermanno Comuzio                          | Raoul Walsh                         |                                                           |                      |
| 96      | 1981           | Stefano Masi                             | Giuseppe De Santis                  |                                                           |                      |
| 97      | 1982           | Filippo D'Angelo                         | Wim Wenders                         | 1994, 1995 (l'Unità)                                      | ISBN 9788880334323   |
| 98      | 1982           | Alessandro Bencivenni                    | Luchino Visconti                    | 1994, 2003                                                | ISBN 9788880330189   |
| 99      | 1982           | Franco La Polla                          | Steven Spielberg                    | 1995, vedi n. 236                                         | ISBN 9788880330417   |
| 100     | 1982           | Adriano Piccardi                         | John Boorman                        |                                                           |                      |
| 101     | 1982           | Michele Mancini                          | Éric Rohmer                         | 1988, vedi n. 191                                         |                      |
| 102     | 1982           | Davide Ferrario                          | Rainer Werner Fassbinder            | 1993, 2008                                                | ISBN 9788880334538   |
| 103     | 1983           | Sergio Arecco                            | George Lucas                        | 1995, poi Brian Jay Jones nel 2017                        | ISBN 9788880330530   |
| 104     | 1983           | Enrico Groppali                          | Georg W. Pabst                      |                                                           |                      |
| 105     | 1983           | Stefano Masi                             | Nicholas Ray                        |                                                           |                      |
| 106     | 1983           | Claver Salizzato                         | Robert Aldrich                      |                                                           |                      |
| 107     | 1983           | Paolo Cherchi Usai                       | Georges Méliès                      | 2009                                                      | ISBN 9788880334828   |
| 108     | 1983           | Gianfranco Gori                          | Alessandro Blasetti                 |                                                           |                      |
| 109     | 1984           | Sergio Trasatti                          | Renato Castellani                   |                                                           |                      |
| 110     | 1984           | Valerio Caprara                          | Samuel Fuller                       |                                                           |                      |
| 111     | 1984           | Roberto Vaccino                          | Don Siegel                          |                                                           |                      |
| 112     | 1984           | Vito Zagarrio                            | Frank Capra                         | 1995                                                      | ISBN 9788880330455   |
| 113     | 1984           | Leonardo Quaresima                       | Leni Riefenstahl                    |                                                           |                      |
| 114     | 1985           | Giovanni Robbiano                        | Alan Pakula                         |                                                           |                      |
| 115     | 1985           | Alberto Cattini                          | Karel Reisz                         |                                                           |                      |
| 116     | 1985           | Jeanne Dillon                            | Ermanno Olmi                        | vedi n. 232                                               |                      |
| 117     | 1985           | Giuseppe Rausa                           | Fred Zinnemann                      |                                                           |                      |
| 118     | 1985           | Stefano Masi                             | Vsevolod I. Pudovkin                |                                                           |                      |
| 119     | 1985           | Paolo Cherchi Usai                       | Giovanni Pastrone                   |                                                           |                      |
| 120     | 1985           | Enrico Groppali                          | Abel Gance                          |                                                           |                      |
| 121     | 1986           | Alberto Morsiani                         | Anthony Mann                        |                                                           |                      |
| 122     | 1986           | Ermanno Comuzio                          | King Vidor                          |                                                           |                      |
| 123     | 1986           | Claver Salizzato                         | John Schlesinger                    |                                                           |                      |
| 124     | 1986           | Stefano Della Casa                       | Mario Monicelli                     |                                                           |                      |
| 125     | 1986           | Piera Detassis                           | Alain Tanner                        |                                                           |                      |
| 126     | 1986           | Roberto Pugliese                         | Dario Argento                       | 1996, 2011                                                | ISBN 9788880335818   |
| 127     | 1987           | Fabrizio Borin                           | Jerzy Skolimowski                   |                                                           |                      |
| 128     | 1987           | Flavio De Bernardinis                    | Nanni Moretti                       | 1991, 1993, 2001, 2006                                    | ISBN 9788880333692   |
| 129     | 1987           | Gualtiero De Santi                       | Sidney Lumet                        |                                                           |                      |
| 130     | 1987           | Paolo Vernaglione e Carlo Pasquini       | Arthur Penn                         |                                                           |                      |
| 131     | 1987           | Elena Dagrada                            | Robert Siodmak                      |                                                           |                      |
| 132     | 1987           | Alberto Castellano                       | Douglas Sirk                        |                                                           |                      |
| 133     | 1988           | Roberto Ellero                           | Ettore Scola                        | 1996                                                      | ISBN 9788880330653   |
| 134     | 1988           | Mario Sesti                              | David Lean                          |                                                           |                      |
| 135     | 1988           | Giorgio Gosetti                          | Luigi Comencini                     |                                                           |                      |
| 136     | 1988           | Guido Fink                               | William Wyler                       |                                                           |                      |
| 137     | 1988           | Alberto Crespi                           | Lindsay Anderson                    |                                                           |                      |
| 138     | 1989           | Emanuela Martini                         | Michael Powell e Emeric Pressburger | 2018                                                      |                      |
| 139     | 1989           | Francesco Mininni                        | Sergio Leone                        | 1994, 2008                                                | ISBN 9788880334187   |
| 140     | 1989           | Roberto Ellero                           | Martin Ritt                         |                                                           |                      |
| 141     | 1989           | Silvestra Mariniello                     | Lev Kulešov                         |                                                           |                      |
| 142     | 1989           | Fabrizio Borin                           | Carlos Saura                        |                                                           |                      |
| 143     | 1989           | Stefano Socci                            | Hans-Jürgen Syberberg               |                                                           |                      |
| 144     | 1989           | Stefano Della Casa                       | Mario Mattoli                       |                                                           |                      |
| 145     | 1990           | Giulia Carluccio - Linda Cena            | Otto Preminger                      |                                                           |                      |
| 146     | 1990           | Pino Gaeta                               | Jean-Pierre Melville                | 2008                                                      | ISBN 9788880334712   |
| 147     | 1990           | Enrico Giacovelli                        | Pietro Germi                        | 1997                                                      | ISBN 8880330926      |
| 148     | 1990           | Elio Girlanda - Annamaria Tella          | Woody Allen                         | 2003, 2009                                                | ISBN 9788880334743   |
| 149     | 1990           | Angela Prudenzi                          | Raffaello Matarazzo                 |                                                           |                      |
| 150     | 1990           | Alberto Morsiani                         | Joseph L. Mankiewicz                |                                                           |                      |
| 151     | 1991           | Dario Tomasi                             | Yasujirō Ozu                        |                                                           | ISBN 9788880330714   |
| 152     | 1991           | Stefania Parigi                          | Francesco Maselli                   |                                                           |                      |
| 153     | 1991           | Antonio Moraldi                          | Antonio Pietrangeli                 |                                                           |                      |
| 154     | 1991           | Rudy Salvagnini                          | Hal Ashby                           |                                                           |                      |
| 155     | 1991           | Guglielmo Moneti                         | Luciano Emmer                       |                                                           | ISBN 9788871451596   |
| 156     | 1991           | Sergio Trasatti                          | Ingmar Bergman                      | 2011                                                      | ISBN 9788880335924   |
| 157     | 1993           | Sergio Arecco                            | Bertrand Tavernier                  |                                                           | ISBN 9788880330004   |
| 158     | 1993           | Antonello Sarno                          | Pupi Avati                          |                                                           | ISBN 9788880330028   |
| 159     | 1993           | Paolo D'Agostini                         | Andrzej Wajda                       |                                                           | ISBN 9788880330042   |
| 160     | 1993           | Riccardo Caccia                          | David Lynch                         | 2000, 2004, 2008                                          | ISBN 9788880330059   |
| 161     | 1993           | Gianni Canova                            | David Cronenberg                    | 2000, 2007                                                | ISBN 9788880333883   |
| 162     | 1994           | Daniela Aronica                          | Pedro Almodóvar                     | 2007                                                      | ISBN 9788880333913   |
| 163     | 1994           | Michele Picchi                           | Sergej Paradžanov                   |                                                           | ISBN 9788880330165   |
| 164     | 1994           | Alberto Pezzotta                         | Clint Eastwood                      | 2007                                                      | ISBN 9788880334088   |
| 165     | 1994           | Mario Verdone                            | Federico Fellini                    |                                                           | ISBN 9788880330233   |
| 166     | 1994           | Serafino Murri                           | Pier Paolo Pasolini                 |                                                           | ISBN 9788880330257   |
| 167     | 1995           | Alberto Farina                           | John Landis                         |                                                           | ISBN 9788880330301   |
| 168     | 1995           | Stefano Socci                            | Fritz Lang                          | 2005                                                      | ISBN 9788880330226   |
| 169     | 1995           | Paolo D'Agostini                         | Dino Risi                           |                                                           | ISBN 9788880330318   |
| 170     | 1995           | Alberto Pezzotta                         | Mario Bava                          | 2010, 2013                                                | ISBN 9788880336686   |
| 171     | 1995           | Giovanni Bogani                          | Peter Greenaway                     | 2004                                                      | ISBN 9788880330363   |
| 172     | 1995           | Fabio Matteuzzi                          | Ridley Scott                        |                                                           | ISBN 9788880330554   |
| 173     | 1995           | Franco Vigni                             | Andrej Končalovskij                 |                                                           | ISBN 9788880330561   |
| 174     | 1996           | Stefano Socci                            | Bernardo Bertolucci                 | 2003                                                      | ISBN 9788880334651   |
| 175     | 1996           | Serafino Murri                           | Krzysztof Kieślowski                | 2004                                                      | ISBN 9788880330615   |
| 176     | 1996           | Alberto Farassino                        | Jean-Luc Godard                     | 2002                                                      | ISBN 9788880330660   |
| 177     | 1996           | Leonardo Gandini                         | Tod Browning                        |                                                           | ISBN 9788880330677   |
| 178     | 1996           | Giorgio Gosetti                          | Alfred Hitchcock                    |                                                           | ISBN 9788880330264   |
| 179     | 1996           | Giorgio Bertellini                       | Emir Kusturica                      | 2011                                                      | ISBN 9788880335740   |
| 180     | 1996           | Luciano De Giusti                        | Ken Loach                           | 2011                                                      | ISBN 9788880335511   |
| 181     | 1997           | Tullio Masoni - Paolo Vecchi             | Andrej Tarkovskij                   | 2005, 2011                                                | ISBN 9788880330820   |
| 182     | 1997           | Fabrizio Liberti                         | John Carpenter                      | 2003                                                      | ISBN 9788880330837   |
| 183     | 1997           | Gianmarco Del Re                         | Derek Jarman                        | 2005                                                      | ISBN 9788880333289   |
| 184     | 1997           | Francesco Falaschi                       | Jonathan Demme                      |                                                           | ISBN 9788880330943   |
| 185     | 1997           | Marco Pistoia                            | Maurizio Nichetti                   |                                                           | ISBN 9788880330981   |
| 186     | 1997           | Massimiliano Spanu                       | Tim Burton                          | 2007                                                      | ISBN 9788880333920   |
| 187     | 1998           | Alberto Morsiani                         | Oliver Stone                        | 2007                                                      | ISBN 9788880334361   |
| 188     | 1998           | Fernanda Moneta                          | Spike Lee                           | 2007                                                      | ISBN 9788880334194   |
| 189     | 1998           | Dario Tomasi                             | Kenji Mizoguchi                     |                                                           | ISBN 9788880331131   |
| 190     | 1998           | Alberto Pezzotta                         | Abel Ferrara                        |                                                           | ISBN 9788880331285   |
| 191     | 1998           | Giancarlo Zappoli                        | Éric Rohmer                         |                                                           | ISBN 9788880330691   |
| 192     | 1999           | Marco Della Nave                         | Abbas Kiarostami                    | 2003                                                      | ISBN 9788880331384   |
| 193     | 1999           | Vincenzo Buccheri                        | Joel e Ethan Coen                   | 2002                                                      | ISBN 9788880331407   |
| 194     | 1999           | Alessandro Pirolini                      | Rouben Mamoulian                    |                                                           | ISBN 9788880331377   |
| 195     | 1999           | Cosetta G. Saba                          | Carmelo Bene                        | 2005                                                      | ISBN 9788880331339   |
| 196     | 2000           | Massimo Giraldi                          | Giuseppe Bertolucci                 | 2009                                                      | ISBN 9788880331513   |
| 197     | 2000           | Daniela Pecchioni                        | Kenneth Branagh                     |                                                           | ISBN 9788880331797   |
| 198     | 2000           | Tina Porcelli                            | James Cameron                       |                                                           | ISBN 9788880331780   |
| 199     | 2000           | Umberto Mosca                            | Jim Jarmusch                        | 2006                                                      | ISBN 9788880333906   |
| 200     | 2000           | Serafino Murri                           | Martin Scorsese                     | 2007                                                      | ISBN 9788880334057   |
| 201     | 2001           | Mariolina Diana                          | Manoel de Oliveira                  |                                                           | ISBN 9788880331988   |
| 202     | 2001           | Vincenzo Buccheri                        | Takeshi Kitano                      | 2004                                                      | ISBN 9788880331971   |
| 203     | 2001           | Massimiliano Spanu                       | John Woo                            |                                                           | ISBN 9788880331926   |
| 204     | 2001           | Gianluca Minotti                         | Valerio Zurlini                     |                                                           | ISBN 9788880331643   |
| 205     | 2001           | Cristina Borsatti                        | Roberto Benigni                     | 2002                                                      | ISBN 9788880332114   |
| 206     | 2001           | Tina Porcelli                            | Lars von Trier e Dogma 95           |                                                           | ISBN 9788880332107   |
| 207     | 2002           | Andrea Bordoni e Matteo Marino           | Peter Jackson                       |                                                           | ISBN 9788880332251   |
| 208     | 2002           | Pier Maria Bocchi                        | Michael Mann                        |                                                           | ISBN 9788880332312   |
| 209     | 2002           | Roy Menarini                             | William Friedkin                    |                                                           | ISBN 9788880332442   |
| 210     | 2002           | Laura Vichi                              | Jean Epstein                        |                                                           | ISBN 9788880332510   |
| 211     | 2003           | Alberto Scandola                         | Roman Polański                      |                                                           | ISBN 9788880332589   |
| 212     | 2002           | Goffredo De Pascale                      | Jacques Rivette                     |                                                           | ISBN 9788880332565   |
| 213     | 2003           | Gualtiero De Santi                       | Vittorio De Sica                    |                                                           | ISBN 9788880332596   |
| 214     | 2004           | Alberto Morsiani                         | Gus Van Sant                        |                                                           | ISBN 9788880332923   |
| 215     | 2004           | Alberto Scandola                         | Marco Ferreri                       |                                                           | ISBN 9788880333098   |
| 216     | 2004           | Fabrizio Liberti                         | Terry Gilliam                       |                                                           | ISBN 9788880333081   |
| 217     | 2005           | Domenico Lucchini                        | Villi Hermann                       |                                                           | ISBN 9788880333326   |
| 218     | 2005           | Vito Zagarrio                            | John Waters                         |                                                           | ISBN 9788880333265   |
| 219     | 2005           | Luca Malavasi                            | Gabriele Salvatores                 |                                                           | ISBN 9788880333357   |
| 220     | 2006           | Luca Malavasi                            | Mario Soldati                       |                                                           | ISBN 9788880333722   |
| 221     | 2006           | Emanuela Martini                         | Gianni Amelio                       |                                                           | ISBN 9788880332756   |
| 222     | 2006           | Patrizio Gioffredi                       | Aki Kaurismäki                      |                                                           | ISBN 9788880333739   |
| 223     | 2006           | Andrea Bellavita                         | Kim Ki-duk                          |                                                           | ISBN 9788880333845   |
| 224     | 2006           | Matteo Galli                             | Edgar Reitz                         |                                                           | ISBN 9788880333869   |
| 225     | 2008           | Antonio D'Olivo                          | Carlo Verdone                       |                                                           | ISBN 9788880334248   |
| 226-227 | 2008           | Paolo Cherchi Usai                       | David Wark Griffith                 |                                                           | ISBN 9788880334415   |
| 228     | 2008           | Pier Maria Bocchi - Alberto Pezzotta     | Mauro Bolognini                     |                                                           | ISBN 9788880334552   |
| 229     | 2009           | Mariolina Diana - Michele Raga           | Stephen Frears                      |                                                           | ISBN 9788880334903   |
| 230     | 2009           | Vittorio Giacci                          | Carlo Lizzani                       |                                                           | ISBN 9788880334897   |
| 231     | 2009           | Matteo Pollone - Caterina Taricano       | Neil Jordan                         |                                                           | ISBN 9788880334965   |
| 232     | 2009           | Morando Morandini                        | Ermanno Olmi                        |                                                           | ISBN 9788880334958   |
| 233     | 2009           | Federico Ferrone                         | Michael Moore                       |                                                           | ISBN 9788880334972   |
| 234     | 2010           | Silvio Alovisio                          | Wong Kar-wai                        |                                                           | ISBN 9788880335092   |
| 235     | 2011           | Alberto Morsiani                         | Peter Weir                          |                                                           | ISBN 9788880335252   |
| 236     | 2014           | Mauro Resmini                            | Steven Spielberg                    |                                                           | ISBN 9788880338864   |